# Německá demokratická republika na Zimních olympijských hrách 1972
Německá demokratická republika na Zimních olympijských hrách 1972 reprezentovala výprava 42 sportovců (29 mužů a 13 žen) v 7 sportech.

## Medailisté
| Medaile | Jméno                                                         | Sport              | Disciplína                |
| ------- | ------------------------------------------------------------- | ------------------ | ------------------------- |
| Zlato   | Wolfgang Scheidel                                             | Saně               | Muži jednotlivci          |
| Zlato   | Horst Hörnlein Reinhard Bredow                                | Saně               | Muži dvojice              |
| Zlato   | Anna-Maria Müllerová                                          | Saně               | Ženy jednotlivci          |
| Zlato   | Ulrich Wehling                                                | Severská kombinace | Muži jednotlivci          |
| Stříbro | Hansjörg Knauthe                                              | Biatlon            | Muži 20 km                |
| Stříbro | Harald Ehrig                                                  | Saně               | Muži jednotlivci          |
| Stříbro | Ute Rührold                                                   | Saně               | Ženy jednotlivci          |
| Bronz   | Hansjörg Knauthe Joachim Meischner Dieter Speer Horst Koschka | Biatlon            | Muži štafeta 4 x 7.5 km   |
| Bronz   | Manuela Groß Uwe Kagelmann                                    | Krasobruslení      | Sportovní dvojice         |
| Bronz   | Wolfram Fiedler                                               | Saně               | Muži jednotlivci          |
| Bronz   | Klaus-Michael Bonsack Wolfram Fiedler                         | Saně               | Muži dvojice              |
| Bronz   | Margit Schumannová                                            | Saně               | Ženy jednotlivci          |
| Bronz   | Karl-Heinz Luck                                               | Severská kombinace | Muži jednotlivci          |
| Bronz   | Rainer Schmidt                                                | Skoky na lyžích    | Muži velký můstek (K-110) |